# 肉吸い (料理)

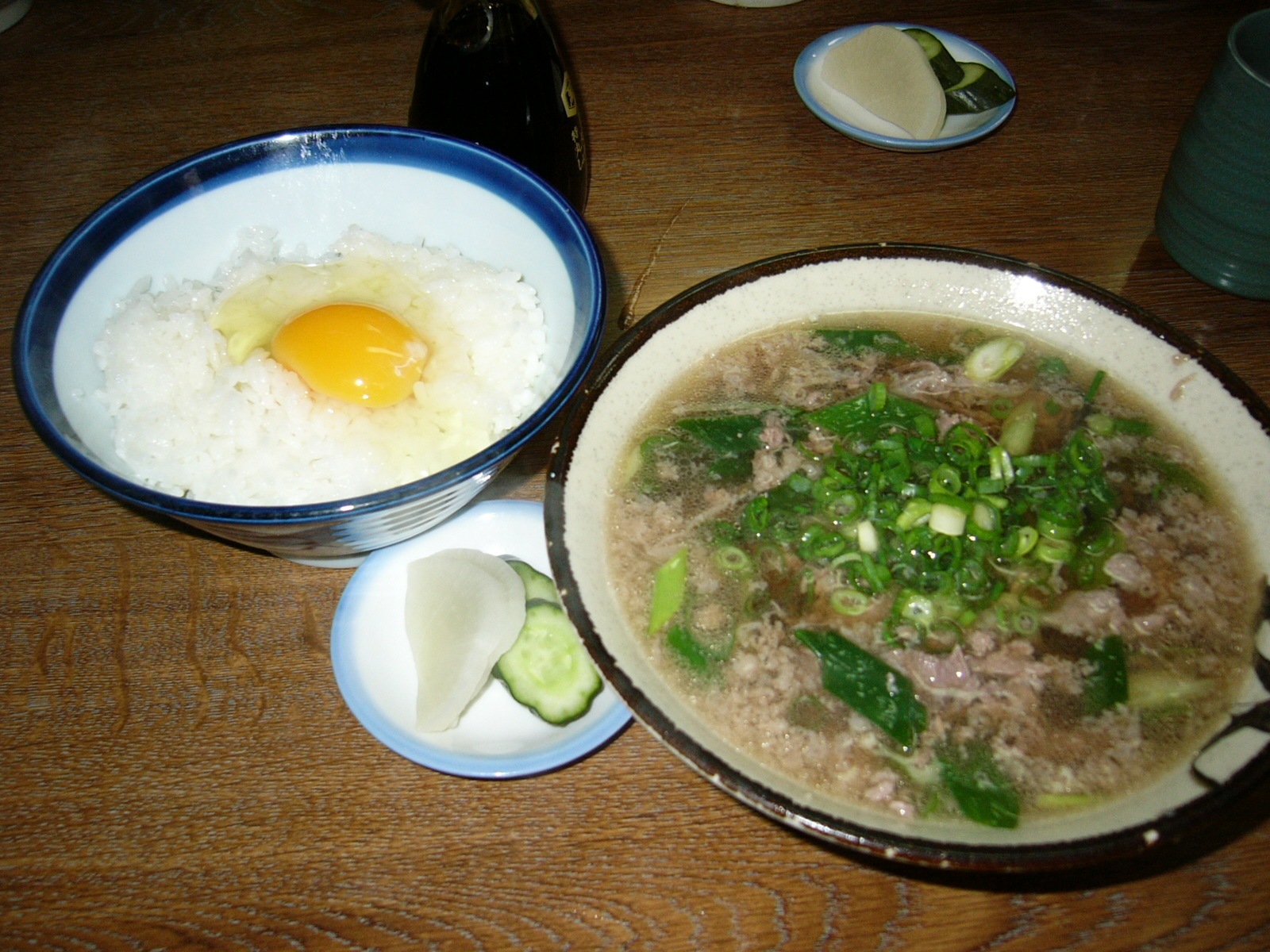
右の器が肉吸い

肉吸い（肉すい、にくすい）は大阪の一部飲食店にみられる料理。肉の吸い物の意で、簡単に言えば肉うどんからうどんを抜いたもの。鰹節や昆布などを使った関西風のうどんつゆに、薄切り牛肉と半熟状態の卵が入っている。卵なしや豆腐入りのものも存在する。

## 発祥
難波千日前にあるうどん屋「千とせ」（ちとせ）が発祥とされる。
1980年代後半に吉本新喜劇の俳優である花紀京が出番の空き時間に店を訪れ、二日酔いで軽く食事をしたかったために「肉うどん、うどん抜きで」と注文し、当時の店主がそれに応えたことから誕生した。その後はクチコミで世間に広まり、店一番の人気メニューとなった。ダウンタウンや明石家さんまといった芸人が「うどん屋なのにうどんを出さない店」とテレビやラジオで言及したことが宣伝となり、千とせの名物料理となっていった。多くの有名芸人が食べていることもあり、吉本芸人の間には「千とせに行けば売れる」という験担ぎが生まれている。

## その後
後年には大阪以外の地域でも知られるようになり、豚肉やあぶらかすを用いるなど、さまざまなアレンジが生まれている。本家とも言える「千とせ」では、肉吸いを卵かけご飯（同店では「小玉」と称する）とセットで食べるのが定番とされている。
サークルKサンクスは、コラボ商品としてレンジアップスープ「千とせ 肉吸い」を期間・地域限定で2008年2月に発売し、好評を博したことから、2010年2月には期間限定で全国販売した。
セブンイレブンは2022年9月から「千とせ監修 肉吸い」を販売した。